# Wayne (Illinois)
Wayne és una població dels Estats Units a l'estat d'Illinois. Segons el cens del 2000 tenia 2.137 habitants.

## Demografia
Segons el cens del 2000, Wayne tenia 2.137 habitants, 726 habitatges, i 630 famílies. La densitat de població era de 141,8 habitants/km².
Dels 726 habitatges en un 39,3% hi vivien nens de menys de 18 anys, en un 81,8% hi vivien parelles casades, en un 3,7% dones solteres, i en un 13,1% no eren unitats familiars. En el 10,2% dels habitatges hi vivien persones soles el 3,4% de les quals corresponia a persones de 65 anys o més que vivien soles. El nombre mitjà de persones vivint en cada habitatge era de 2,94 i el nombre mitjà de persones que vivien en cada família era de 3,16.
Per edats la població es repartia de la següent manera: un 27,4% tenia menys de 18 anys, un 4,9% entre 18 i 24, un 26% entre 25 i 44, un 33,4% de 45 a 60 i un 8,3% 65 anys o més.
L'edat mediana era de 41 anys. Per cada 100 dones de 18 o més anys hi havia 96,1 homes.
La renda mediana per habitatge era de 115.338 $ i la renda mediana per família de 124.571 $. Els homes tenien una renda mediana de 91.873 $ mentre que les dones 36.786 $. La renda per capita de la població era de 54.990 $. Cap de les famílies i el 0,6% de la població estaven per davall del llindar de pobresa.

## Poblacions properes
El següent diagrama mostra les poblacions més properes.